# 14312 Polytech
14312 Polytech eller 1976 UN2 är en asteroid i huvudbältet som upptäcktes den 26 oktober 1976 av den ryska astronomen Tamara Smirnova vid Krims astrofysiska observatorium på Krim. Den har fått sitt namn efter Polytechnical Institute.
Asteroiden har en diameter på ungefär 2 kilometer.